# Cleantioides vonprahli
Cleantioides vonprahli là một loài chân đều trong họ Holognathidae. Loài này được Ramos & Rios miêu tả khoa học năm 1988.